# Pherosphaera fitzgeraldii
Pherosphaera fitzgeraldii là một loài thực vật hạt trần trong họ Podocarpaceae. Loài này được F.Muell. Hook.f. mô tả khoa học đầu tiên năm 1882.